# Championnats du monde de gymnastique artistique 2011
Navigation
Rotterdam 2010 Anvers 2013
Les 43es Championnats du monde de gymnastique artistique ont eu lieu à Tokyo au Japon du 7 au 16 octobre 2011.

## Programme
Heures locales, CEST :
Vendredi 7 octobre 2011

11:15 - 11:30 Cérémonie d'ouverture 

11:30 - 21:30 Qualifications femmes
Samedi 8 octobre 2011

11:30 - 21:30 Qualifications femmes
Dimanche 9 octobre 2011 

11:15 - 21:30 Qualifications hommes
Lundi 10 octobre 2011 

11:15 - 21:30 Qualifications hommes
Mardi 11 octobre 2011 

19:00 - 21:00 Finale concours général par équipes femmes
Mercredi 12 octobre 2011 

18:00 - 20:30 Finale concours général par équipes hommes
 Jeudi 13 octobre 2011 

18:00 - 19:45 Finale concours général individuel femmes
 Vendredi 14 octobre 2011 

19:00 - 21:30 Finale concours général individuel hommes
Samedi 15 octobre 2011 

13:55 - 15:35 Finales femmes : saut de cheval, barres asymétriques 

13:30 - 16:00 Finales hommes : sol, cheval d'arçons, anneaux
Dimanche 16 octobre 2011 

14:25 - 16:10 Finales femmes : poutre, sol 

14:00 - 16:35 Finales hommes : saut de cheval, barres parallèles, barre fixe 

17:05 - 17:20 Cérémonie de clôture

## Podiums
| Épreuves                                         | Or | Argent | Bronze                                                                                             |
| ------------------------------------------------ | --- | --- | -------------------------------------------------------------------------------------------------- |
| Hommes                                           | | | |
| Concours général par équipes résultats détaillés | Chine Zou Kai Teng Haibin Chen Yibing Zhang Chenglong Feng Zhe Yan Mingyong                                | Japon Kōhei Uchimura Kazuhito Tanaka Kenya Kobayashi Koji Yamamuro Makoto Okiguchi Yūsuke Tanaka            | États-Unis Jacob Dalton Jonathan Horton Danell Leyva Steven Legendre Alexander Naddour John Orozco |
| Concours général individuel résultats détaillés  | Kōhei Uchimura (JPN)                                                                                       | Philipp Boy (GER)                                                                                           | Koji Yamamuro (JPN)                                                                                |
| Sol résultats détaillés                          | Kōhei Uchimura (JPN)                                                                                       | Zou Kai (CHN)                                                                                               | Diego Hypólito (BRA) Alexander Shatilov (ISR)                                                      |
| Cheval d'arçons résultats détaillés              | Krisztián Berki (HUN)                                                                                      | Cyril Tommasone (FRA)                                                                                       | Louis Smith (GBR)                                                                                  |
| Anneaux résultats détaillés                      | Chen Yibing (CHN)                                                                                          | Arthur Zanetti (BRA)                                                                                        | Koji Yamamuro (JPN)                                                                                |
| Saut de cheval résultats détaillés               | Yang Hak-seon (KOR)                                                                                        | Anton Golotsutskov (RUS)                                                                                    | Makoto Okiguchi (JPN)                                                                              |
| Barres parallèles résultats détaillés            | Danell Leyva (USA)                                                                                         | Vasileios Tsolakidis (GRE) Zhang Chenglong (CHN)                                                            | |
| Barre fixe résultats détaillés                   | Zou Kai (CHN)                                                                                              | Zhang Chenglong (CHN)                                                                                       | Kohei Uchimura (JPN)                                                                               |
| Femmes                                           | | | |
| Concours général par équipes résultats détaillés | États-Unis Gabrielle Douglas McKayla Maroney Sabrina Vega Jordyn Wieber Alexandra Raisman Alicia Sacramone | Russie Ksenia Afanasyeva Yulia Belokobylskaya Tatiana Nabieva Yulia Inshina Victoria Komova Anna Dementyeva | Chine Jiang Yuyuan He Kexin Sui Lu Huang Qiushuang Tan Sixin Yao Jinnan                            |
| Concours général individuel résultats détaillés  | Jordyn Wieber (USA)                                                                                        | Viktoria Komova (RUS)                                                                                       | Yao Jinnan (CHN)                                                                                   |
| Saut de cheval résultats détaillés               | McKayla Maroney (USA)                                                                                      | Oksana Chusovitina (GER)                                                                                    | Phan Thi Ha Thanh (VIE)                                                                            |
| Barres asymétriques résultats détaillés          | Viktoria Komova (RUS)                                                                                      | Tatiana Nabieva (RUS)                                                                                       | Huang Qiushuang (CHN)                                                                              |
| Poutre résultats détaillés                       | Sui Lu (CHN)                                                                                               | Yao Jinnan (CHN)                                                                                            | Jordyn Wieber (USA)                                                                                |
| Sol résultats détaillés                          | Ksenia Afanasieva (RUS)                                                                                    | Sui Lu (CHN)                                                                                                | Alexandra Raisman (USA)                                                                            |

## Résultats détaillés

### Hommes

#### Concours général par équipes
| Rang               | Équipe                | Sol    | Cheval d'arçon | Anneaux | Saut   | Barres parallèles | Barre fixe | Total   |
| ------------------ | --------------------- | ------ | -------------- | ------- | ------ | ----------------- | ---------- | ------- |
| Médaille d'or      | Chine                 | 45.566 | 43.999         | 44.732  | 48.199 | 45.432            | 47.233     | 275.161 |
| Médaille d'or      | Zou Kai               | 15.600 | -              | -       | 15.566 | -                 | 15.933     | 275.161 |
| Médaille d'or      | Teng Haibin           | -      | 15.233         | 14.300  | -      | 14.166            | 15.100     | 275.161 |
| Médaille d'or      | Chen Yibing           | -      | 14.000         | 15.466  | -      | -                 | -          | 275.161 |
| Médaille d'or      | Zhang Chenglong       | 15.400 | -              | -       | 16.333 | 15.600            | 16.200     | 275.161 |
| Médaille d'or      | Feng Zhe              | 14.566 | -              | -       | 16.300 | 15.666            | -          | 275.161 |
| Médaille d'or      | Yan Mingyong          | -      | 14.766         | 14.966  | -      | -                 | -          | 275.161 |
| Médaille d'argent  | Japon                 | 45.265 | 43.523         | 45.299  | 48.700 | 46.199            | 44.107     | 273.093 |
| Médaille d'argent  | Kōhei Uchimura        | 15.466 | 14.991         | 15.000  | 16.200 | 15.366            | 14.700     | 273.093 |
| Médaille d'argent  | Kazuhito Tanaka       | -      | -              | -       | -      | 15.500            | 15.141     | 273.093 |
| Médaille d'argent  | Kenya Kobayashi       | -      | 14.066         | 14.933  | -      | -                 | -          | 273.093 |
| Médaille d'argent  | Koji Yamamuro         | 14.633 | 14.466         | 15.366  | 16.400 | -                 | -          | 273.093 |
| Médaille d'argent  | Makoto Okiguchi       | 15.166 | -              | -       | 16.100 | -                 | -          | 273.093 |
| Médaille d'argent  | Yusuke Tanaka         | -      | -              | -       | -      | 15.333            | 14.266     | 273.093 |
| Médaille de bronze | États-Unis            | 46.032 | 43.857         | 43.565  | 47.765 | 45.599            | 46.265     | 273.083 |
| Médaille de bronze | Jacob Dalton          | 15.500 | -              | 14.333  | 16.333 | -                 | -          | 273.083 |
| Médaille de bronze | Jonathan Horton       | 14.966 | -              | 15.066  | 15.266 | 15.000            | 15.366     | 273.083 |
| Médaille de bronze | Danell Leyva          | -      | 14.366         | -       | -      | 15.366            | 15.533     | 273.083 |
| Médaille de bronze | Steven Legendre       | 15.566 | -              | -       | 16.166 | -                 | -          | 273.083 |
| Médaille de bronze | Alexander Naddour     | -      | 15.058         | -       | -      | -                 | -          | 273.083 |
| Médaille de bronze | John Orozco           | -      | 14.433         | 14.166  | -      | 15.233            | 15.366     | 273.083 |
| 4                  | Russie                | 44.366 | 41.966         | 44.999  | 48.357 | 44.491            | 44.866     | 269.045 |
| 4                  | Konstantin Pluzhnikov | -      | -              | 15.466  | -      | -                 | -          | 269.045 |
| 4                  | Emin Garibov          | -      | 14.133         | -       | -      | 14.525            | 15.466     | 269.045 |
| 4                  | Sergei Khorokhordin   | -      | 13.233         | 14.533  | -      | 14.700            | 14.800     | 269.045 |
| 4                  | David Belyavskiy      | 14.433 | 14.600         | -       | 15.833 | 15.266            | 14.600     | 269.045 |
| 4                  | Denis Ablyazin        | 15.033 | -              | 15.000  | 16.266 | -                 | -          | 269.045 |
| 4                  | Anton Golotsutskov    | 14.600 | -              | -       | 16.258 | -                 | -          | 269.045 |
| 5                  | Ukraine               | 43.857 | 42.565         | 43.966  | 46.882 | 42.266            | 44.566     | 264.102 |
| 5                  | Mykola Kuksenkov      | 14.633 | -              | 14.400  | -      | -                 | 15.133     | 264.102 |
| 5                  | Vitaly Nakonechny     | -      | 14.366         | -       | -      | 13.966            | 14.800     | 264.102 |
| 5                  | Oleh Stepko           | 14.733 | 14.433         | -       | 15.833 | 14.500            | -          | 264.102 |
| 5                  | Ihor Radivilov        | -      | -              | 14.933  | 16.166 | -                 | -          | 264.102 |
| 5                  | Roman Zozulya         | -      | -              | 14.633  | -      | -                 | 14.633     | 264.102 |
| 5                  | Oleh Vernyayev        | 14.461 | 13.866         | -       | 14.833 | 13.800            | -          | 264.102 |
| 6                  | Allemagne             | 44.399 | 40.465         | 43.399  | 46.699 | 43.199            | 45.765     | 263.926 |
| 6                  | Philipp Boy           | 14.833 | 13.166         | -       | 14.966 | 14.600            | 15.433     | 263.926 |
| 6                  | Marcel Nguyen         | 14.833 | -              | 14.666  | 16.033 | 13.366            | 14.466     | 263.926 |
| 6                  | Fabian Hambüchen      | 14.733 | -              | 14.433  | 15.700 | 15.233            | 15.866     | 263.926 |
| 6                  | Sebastian Krimmer     | -      | 13.566         | -       | -      | -                 | -          | 263.926 |
| 6                  | Eugen Spiridonov      | -      | 13.733         | -       | -      | -                 | -          | 263.926 |
| 6                  | Thomas Taranu         | -      | -              | 14.300  | -      | -                 | -          | 263.926 |
| 7                  | Corée du Sud          | 41.932 | 41.966         | 42.465  | 48.333 | 43.332            | 42.365     | 260.393 |
| 7                  | Ha Chang-Ju           | -      | 13.600         | -       | 15.600 | 14.566            | -          | 260.393 |
| 7                  | Choi Jin-Sung         | 12.600 | -              | 14.566  | -      | -                 | -          | 260.393 |
| 7                  | Kim Seung-Il          | -      | -              | 14.033  | -      | 14.600            | 14.666     | 260.393 |
| 7                  | Kim Soo-Myun          | 14.766 | 14.166         | -       | 15.900 | 14.166            | 13.566     | 260.393 |
| 7                  | Kim Ji-Hoon           | -      | 14.200         | -       | -      | -                 | 14.133     | 260.393 |
| 7                  | Yang Hak-Seon         | 14.566 | -              | 13.866  | 16.833 | -                 | -          | 260.393 |
| 8                  | Roumanie              | 42.132 | 41.940         | 42.465  | 31.432 | 43.665            | 42.541     | 245.175 |
| 8                  | Flavius Koczi         | 15.233 | 14.708         | -       | 15.600 | 14.566            | -          | 245.175 |
| 8                  | Cristian Bataga       | -      | 14.166         | 14.533  | 15.466 | -                 | -          | 245.175 |
| 8                  | Vlad Cotuna           | 13.266 | -              | 14.266  | -      | -                 | 14.400     | 245.175 |
| 8                  | Marius Berbecar       | -      | -              | -       | 0.000* | 15.533            | 13.908     | 245.175 |
| 8                  | Ovidiu Buidoso        | 13.633 | 14.066         | 13.666  | -      | 13.466            | 14.223     | 245.175 |

- Berbecar landed on his back, therefore scored a 0.000.

#### Concours général individuel
| Rang               | Gymnaste                 | Sol    | Cheval d'arçon | Anneaux | Saut   | Barres parallèles | Barre fixe | Total  |
| ------------------ | ------------------------ | ------ | -------------- | ------- | ------ | ----------------- | ---------- | ------ |
| Médaille d'or      | Kohei Uchimura (JPN)     | 15.566 | 15.400         | 15.166  | 16.233 | 15.566            | 15.700     | 93.631 |
| Médaille d'argent  | Philipp Boy (GER)        | 14.866 | 14.466         | 14.500  | 16.066 | 14.566            | 16.066     | 90.530 |
| Médaille de bronze | Koji Yamamuro (JPN)      | 14.566 | 14.666         | 15.125  | 16.066 | 14.966            | 14.866     | 90.255 |
| 4                  | Daniel Purvis (GBR)      | 15.033 | 14.566         | 14.333  | 16.000 | 15.200            | 14.800     | 89.932 |
| 5                  | John Orozco (USA)        | 14.400 | 14.366         | 14.300  | 15.866 | 15.366            | 15.366     | 89.664 |
| 6                  | David Belyavskiy (RUS)   | 14.733 | 14.733         | 14.375  | 16.233 | 14.600            | 14.600     | 89.274 |
| 7                  | Mykola Kuksenkov (UKR)   | 14.366 | 15.000         | 14.500  | 16.033 | 14.033            | 15.200     | 89.132 |
| 8                  | Marcel Nguyen (GER)      | 15.233 | 13.866         | 14.933  | 15.133 | 15.200            | 14.466     | 88.831 |
| 9                  | Cyril Tommasone (FRA)    | 14.333 | 15.400         | 13.966  | 15.600 | 14.600            | 14.666     | 88.565 |
| 10                 | Rafael Martínez (ESP)    | 14.633 | 13.833         | 13.891  | 16.100 | 14.466            | 15.166     | 88.089 |
| 10                 | Kim Seung-il (KOR)       | 14.466 | 14.466         | 14.291  | 15.600 | 14.433            | 14.833     | 88.089 |
| 12                 | Flavius Koczi (ROU)      | 15.366 | 14.333         | 13.633  | 16.433 | 14.433            | 13.800     | 87.998 |
| 13                 | Alexander Shatilov (ISR) | 15.300 | 14.300         | 13.900  | 15.400 | 14.200            | 14.333     | 87.433 |
| 14                 | Anton Fokin (UZB)        | 14.066 | 14.566         | 14.233  | 15.700 | 14.966            | 13.833     | 87.364 |
| 15                 | Emin Garibov (RUS)       | 14.433 | 13.566         | 14.408  | 15.500 | 13.966            | 15.458     | 87.331 |
| 16                 | Andrei Likhovitsky (BLR) | 14.266 | 14.966         | 13.700  | 15.300 | 14.600            | 14.333     | 87.165 |
| 17                 | Kim Soo-myun (KOR)       | 14.466 | 14.866         | 13.866  | 16.366 | 14.100            | 13.500     | 87.164 |
| 18                 | Teng Haibin (CHN)        | 14.266 | 15.066         | 13.600  | 15.633 | 15.233            | 13.233     | 87.031 |
| 19                 | Oleh Stepko (UKR)        | 14.633 | 14.033         | 14.033  | 15.766 | 14.233            | 13.566     | 86.264 |
| 20                 | Pascal Bucher (SUI)      | 13.800 | 13.066         | 13.566  | 15.333 | 14.933            | 14.333     | 85.031 |
| 21                 | Javier Gomez (ESP)       | 14.066 | 13.500         | 14.300  | 14.800 | 14.475            | 13.766     | 84.907 |
| 22                 | Tomás González (CHI)     | 15.333 | 12.100         | 13.866  | 16.000 | 13.300            | 13.766     | 84.365 |
| 23                 | Nathan Gafuik (CAN)      | 13.633 | 12.900         | 13.566  | 15.833 | 12.533            | 14.233     | 82.698 |
| 24                 | Danell Leyva (USA)       | 14.833 | 14.433         | 14.341  | 14.800 | 15.333            | 6.466      | 80.206 |

#### Sol
| Rang               | Gymnaste                 | Score D | Score E | Pén. | Total  |
| ------------------ | ------------------------ | ------- | ------- | ---- | ------ |
| Médaille d'or      | Kōhei Uchimura (JPN)     | 6.700   | 8.933   |      | 15.633 |
| Médaille d'argent  | Zou Kai (CHN)            | 6.900   | 8.600   |      | 15.500 |
| Médaille de bronze | Diego Hypolito (BRA)     | 6.800   | 8.666   |      | 15.466 |
| Médaille de bronze | Alexander Shatilov (ISR) | 6.700   | 8.766   |      | 15.466 |
| 5                  | Steven Legendre (USA)    | 6.800   | 8.600   |      | 15.400 |
| 6                  | Flavius Koczi (ROU)      | 6.700   | 8.633   |      | 15.333 |
| 6                  | Tomás González (CHI)     | 6.500   | 8.833   |      | 15.333 |
| 8                  | Jacob Dalton (USA)       | 6.600   | 8.633   | 0.1  | 15.133 |

#### Cheval d'arçons
| Rang               | Gymnaste                    | Score D | Score E | Pén. | Total  |
| ------------------ | --------------------------- | ------- | ------- | ---- | ------ |
| Médaille d'or      | Krisztián Berki (HUN)       | 6.700   | 9.133   |      | 15.833 |
| Médaille d'argent  | Cyril Tommasone (FRA)       | 6.500   | 8.766   |      | 15.266 |
| Médaille de bronze | Louis Smith (GBR)           | 7.000   | 8.066   |      | 15.066 |
| 4                  | Vid Hidvegi (HUN)           | 6.400   | 8.600   |      | 15.000 |
| 5                  | Kōhei Uchimura (JPN)        | 6.700   | 7.833   |      | 14.533 |
| 6                  | Prashanth Sellathurai (AUS) | 6.600   | 7.733   |      | 14.333 |
| 7                  | Saso Bertoncelj (SVN)       | 6.500   | 7.766   |      | 14.266 |
| 7                  | Teng Haibin (CHN)           | 6.600   | 7.666   |      | 14.266 |

#### Anneaux
| Rang               | Gymnaste              | Score D | Score E | Pén. | Total  |
| ------------------ | --------------------- | ------- | ------- | ---- | ------ |
| Médaille d'or      | Chen Yibing (CHN)     | 6.800   | 9.000   |      | 15.800 |
| Médaille d'argent  | Arthur Zanetti (BRA)  | 6.500   | 9.100   |      | 15.600 |
| Médaille de bronze | Koji Yamamuro (JPN)   | 6.700   | 8.800   |      | 15.500 |
| 4                  | Matteo Morandi (ITA)  | 6.800   | 8.400   |      | 15.200 |
| 5                  | Yuri van Gelder (NED) | 6.800   | 7.866   |      | 14.666 |
| 6                  | Kōhei Uchimura (JPN)  | 6.400   | 8.233   |      | 14.633 |
| 7                  | Jonathan Horton (USA) | 6.100   | 8.200   |      | 14.300 |
| 8                  | Regulo Carmona (VEN)  | 6.700   | 7.566   |      | 14.266 |

#### Saut de cheval
| Rang               | Gymnaste                   | Saut 1  | Saut 1  | Saut 1 | Saut 1  | Saut 2  | Saut 2  | Saut 2 | Saut 2  | Total  |
| Rang               | Gymnaste                   | Score D | Score E | Pén.   | Score 1 | Score D | Score E | Pén.   | Score 2 | Total  |
| ------------------ | -------------------------- | ------- | ------- | ------ | ------- | ------- | ------- | ------ | ------- | ------ |
| Médaille d'or      | Yang Hak-Seon (KOR)        | 7.400   | 9.466   |        | 16.866  | 7.000   | 9.366   | 0.1    | 16.266  | 16.566 |
| Médaille d'argent  | Anton Golotsutskov (RUS)   | 7.000   | 9.333   |        | 16.333  | 7.000   | 9.400   |        | 16.400  | 16.366 |
| Médaille de bronze | Makoto Okiguchi (JPN)      | 7.000   | 9.400   | 0.1    | 16.300  | 7.000   | 9.283   |        | 16.283  | 16.291 |
| 4                  | Thomas Bouhail (FRA)       | 7.000   | 9.666   |        | 16.666  | 7.000   | 8.808   | 0.1    | 15.708  | 16.187 |
| 5                  | Denis Ablyazin (RUS)       | 7.000   | 9.333   |        | 16.333  | 7.200   | 8.916   | 0.1    | 16.016  | 16.174 |
| 6                  | Dzmitry Kaspiarovich (BLR) | 7.000   | 9.333   |        | 16.533  | 7.000   | 8.733   | 0.1    | 15.633  | 16.083 |
| 7                  | Shek Wai Hung (HKG)        | 6.600   | 9.000   |        | 15.600  | 7.000   | 9.300   |        | 16.300  | 15.950 |
| 8                  | Jeffrey Wammes (NED)       | 6.800   | 8.633   |        | 15.433  | 6.600   | 9.333   |        | 15.933  | 15.683 |
| Rang               | Gymnaste                   | Saut 1  | Saut 1  | Saut 1 | Saut 1  | Saut 2  | Saut 2  | Saut 2 | Saut 2  | Total  |

#### Barres parallèles
| Rang              | Gymnaste                   | Score D | Score E | Pén. | Total  |
| ----------------- | -------------------------- | ------- | ------- | ---- | ------ |
| Médaille d'or     | Danell Leyva (USA)         | 6.400   | 9.233   |      | 15.633 |
| Médaille d'argent | Vasileios Tsolakidis (GRE) | 6.500   | 9.033   |      | 15.533 |
| Médaille d'argent | Zhang Chenglong (CHN)      | 6.500   | 9.033   |      | 15.533 |
| 4                 | Kohei Uchimura (JPN)       | 6.500   | 9.000   |      | 15.500 |
| 5                 | Yann Cucherat (FRA)        | 6.400   | 8.933   |      | 15.333 |
| 6                 | Marius Berbecar (ROU)      | 6.600   | 8.666   |      | 15.266 |
| 7                 | Feng Zhe (CHN)             | 6.600   | 8.600   |      | 15.200 |
| 8                 | Kazuhito Tanaka (JPN)      | 6.800   | 8.366   |      | 15.166 |

#### Barre fixe
| Rang               | Gymnaste               | Score D | Score E | Pén. | Total  |
| ------------------ | ---------------------- | ------- | ------- | ---- | ------ |
| Médaille d'or      | Zou Kai (CHN)          | 7.700   | 8.741   |      | 16.441 |
| Médaille d'argent  | Zhang Chenglong (CHN)  | 7.600   | 8.766   |      | 16.366 |
| Médaille de bronze | Kohei Uchimura (JPN)   | 7.300   | 9.033   |      | 16.333 |
| 4                  | Fabian Hambüchen (GER) | 7.500   | 8.733   |      | 16.233 |
| 5                  | Epke Zonderland (NED)  | 7.400   | 7.433   |      | 14.833 |
| 6                  | Yusuke Tanaka (JPN)    | 7.000   | 7.700   |      | 14.700 |
| 7                  | Philipp Boy (GER)      | 7.000   | 7.300   |      | 14.300 |
| 8                  | John Orozco (USA)      | 5.900   | 8.233   |      | 14.133 |

### Femmes

#### Concours général par équipes
| Rang               | Équipe               | Saut   | Barres asymétriques | Poutre | Sol    | Total   |
| ------------------ | -------------------- | ------ | ------------------- | ------ | ------ | ------- |
| Médaille d'or      | États-Unis           | 46.816 | 43.865              | 44.732 | 43.998 | 179.411 |
| Médaille d'or      | Sabrina Vega         | -      | 14.366              | 14.833 | -      | 179.411 |
| Médaille d'or      | Jordyn Wieber        | 15.833 | 14.766              | 15.033 | 14.766 | 179.411 |
| Médaille d'or      | McKayla Maroney      | 16.033 | -                   | -      | 14.566 | 179.411 |
| Médaille d'or      | Alexandra Raisman    | 14.950 | -                   | 14.866 | 14.666 | 179.411 |
| Médaille d'or      | Gabrielle Douglas    | -      | 14.733              | -      | -      | 179.411 |
| Médaille d'or      | Alicia Sacramone*    | -      | -                   | -      | -      | 179.411 |
| Médaille d'argent  | Russie               | 44.499 | 44.698              | 43.066 | 43.066 | 175.329 |
| Médaille d'argent  | Ksenia Afanasyeva    | 14.800 | -                   | -      | 14.633 | 175.329 |
| Médaille d'argent  | Viktoria Komova      | 15.033 | 15.566              | 13.866 | 13.800 | 175.329 |
| Médaille d'argent  | Anna Dementyeva      | -      | 14.266              | 14.900 | -      | 175.329 |
| Médaille d'argent  | Yulia Belokobylskaya | -      | -                   | -      | 14.633 | 175.329 |
| Médaille d'argent  | Tatiana Nabieva      | 14.666 | 14.966              | -      | -      | 175.329 |
| Médaille d'argent  | Yulia Inshina        | -      | -                   | 14.300 | -      | 175.329 |
| Médaille de bronze | Chine                | 43.824 | 43.132              | 44.832 | 41.032 | 172.820 |
| Médaille de bronze | Huang Qiushuang      | 14.700 | 13.733              | -      | -      | 172.820 |
| Médaille de bronze | Yao Jinnan           | 14.958 | 14.433              | 15.200 | 14.333 | 172.820 |
| Médaille de bronze | Tan Sixin            | -      | 14.966              | 13.966 | 12.066 | 172.820 |
| Médaille de bronze | Sui Lu               | -      | -                   | 15.666 | 14.633 | 172.820 |
| Médaille de bronze | Jiang Yuyuan         | 14.166 | -                   | -      | -      | 172.820 |
| Médaille de bronze | He Kexin             | -      | -                   | -      | -      | 172.820 |
| 4                  | Roumanie             | 44.149 | 40.032              | 45.099 | 43.132 | 172.412 |
| 4                  | Catalina Ponor       | 14.933 | -                   | 15.166 | 14.633 | 172.412 |
| 4                  | Ana Porgras          | -      | 14.066              | 15.300 | -      | 172.412 |
| 4                  | Diana Chelaru        | 14.566 | -                   | -      | 14.233 | 172.412 |
| 4                  | Amelia Racea         | -      | 13.000              | 14.633 | -      | 172.412 |
| 4                  | Raluca Haidu         | 14.650 | 12.966              | -      | -      | 172.412 |
| 4                  | Diana Bulimar        | -      | -                   | -      | 14.266 | 172.412 |
| 5                  | Grande-Bretagne      | 41.665 | 43.565              | 42.607 | 41.833 | 169.670 |
| 5                  | Elizabeth Tweddle    | -      | 15.666              | -      | 14.533 | 169.670 |
| 5                  | Hannah Whelan        | 13.966 | 13.466              | 14.633 | 13.600 | 169.670 |
| 5                  | Jennifer Pinches     | -      | -                   | 13.833 | -      | 169.670 |
| 5                  | Danusia Francis      | 13.566 | -                   | 14.141 | -      | 169.670 |
| 5                  | Rebecca Downie       | -      | 14.433              | -      | -      | 169.670 |
| 5                  | Imogen Cairns        | 14.133 | -                   | -      | 13.700 | 169.670 |
| 6                  | Allemagne            | 44.282 | 42.032              | 40.632 | 41.533 | 168.479 |
| 6                  | Kim Bui              | -      | 14.300              | -      | 13.733 | 168.479 |
| 6                  | Oksana Chusovitina   | 15.333 | -                   | 12.766 | -      | 168.479 |
| 6                  | Nadine Jarosch       | 14.333 | -                   | 13.700 | 14.100 | 168.479 |
| 6                  | Elisabeth Seitz      | 14.616 | 13.466              | 14.166 | 13.700 | 168.479 |
| 6                  | Lisa Katharina Hill  | -      | 14.266              | -      | -      | 168.479 |
| 6                  | Pia Tolle            | -      | -                   | -      | -      | 168.479 |
| 7                  | Japon                | 41.866 | 42.066              | 42.066 | 39.691 | 167.122 |
| 7                  | Kyoko Oshima         | -      | -                   | -      | 13.100 | 167.122 |
| 7                  | Koko Tsurumi         | -      | 13.366              | 14.833 | 14.058 | 167.122 |
| 7                  | Rie Tanaka           | 14.233 | 14.100              | -      | 12.533 | 167.122 |
| 7                  | Yuko Shintake        | 13.600 | -                   | -      | -      | 167.122 |
| 7                  | Asuka Teramoto       | 14.033 | 14.600              | 14.500 | -      | 167.122 |
| 7                  | Yu Minobe            | -      | -                   | 14.166 | -      | 167.122 |
| 8                  | Australie            | 41.499 | 41.541              | 41.399 | 42.300 | 166.739 |
| 8                  | Ashleigh Brennan     | 13.766 | -                   | 13.900 | 13.700 | 166.739 |
| 8                  | Georgia Rose Brown   | -      | 13.800              | -      | -      | 166.739 |
| 8                  | Emily Little         | 14.533 | -                   | -      | -      | 166.739 |
| 8                  | Larrissa Miller      | -      | 14.075              | -      | 13.700 | 166.739 |
| 8                  | Lauren Mitchell      | 13.200 | 13.666              | 14.566 | 14.900 | 166.739 |
| 8                  | Mary Anne Monckton   | -      | -                   | 12.933 | -      | 166.739 |

#### Concours général individuel
Le concours général des a eu lieu le mardi 11 octobre 2011.
| Rang               | Gymnaste                 | Saut   | Barres asymétriques | Poutre | Sol    | Total  |
| ------------------ | ------------------------ | ------ | ------------------- | ------ | ------ | ------ |
| Médaille d'or      | Jordyn Wieber (USA)      | 15.716 | 13.600              | 15.266 | 14.800 | 59.382 |
| Médaille d'argent  | Viktoria Komova (RUS)    | 14.933 | 15.400              | 14.683 | 14.333 | 59.349 |
| Médaille de bronze | Yao Jinnan (CHN)         | 14.966 | 14.933              | 13.933 | 14.766 | 58.598 |
| 4                  | Alexandra Raisman (USA)  | 15.233 | 12.900              | 14.525 | 14.900 | 57.558 |
| 5                  | Huang Qiushuang (CHN)    | 14.733 | 14.966              | 13.633 | 14.100 | 57.432 |
| 6                  | Ana Porgras (ROU)        | 14.100 | 14.133              | 15.100 | 13.966 | 57.299 |
| 7                  | Ksenia Afanasyeva (RUS)  | 14.466 | 14.200              | 13.400 | 14.666 | 56.732 |
| 8                  | Lauren Mitchell (AUS)    | 14.600 | 13.133              | 13.933 | 15.033 | 56.699 |
| 9                  | Hannah Whelan (GBR)      | 14.400 | 13.258              | 14.333 | 14.133 | 56.124 |
| 10                 | Nadine Jarosch (GER)     | 14.300 | 13.733              | 14.000 | 14.000 | 56.033 |
| 11                 | Elisabeth Seitz (GER)    | 14.758 | 13.933              | 13.366 | 13.766 | 55.823 |
| 12                 | Vanessa Ferrari (ITA)    | 12.733 | 13.833              | 14.466 | 14.500 | 55.532 |
| 13                 | Daniele Hypólito (BRA)   | 14.300 | 12.866              | 14.333 | 13.866 | 55.365 |
| 14                 | Carlotta Ferlito (ITA)   | 14.200 | 12.866              | 14.616 | 13.400 | 55.082 |
| 15                 | Koko Tsurumi (JPN)       | 13.800 | 12.533              | 14.700 | 13.966 | 54.999 |
| 16                 | Giulia Steingruber (SUI) | 14.866 | 13.433              | 13.400 | 13.233 | 54.932 |
| 17                 | Celine van Gerner (NED)  | 13.700 | 13.766              | 13.766 | 13.633 | 54.865 |
| 18                 | Raluca Haidu (ROU)       | 13.466 | 13.366              | 14.416 | 13.566 | 54.814 |
| 19                 | Christine Lee (CAN)      | 13.933 | 13.900              | 12.933 | 13.966 | 54.732 |
| 20                 | Rie Tanaka (JPN)         | 14.233 | 13.833              | 13.933 | 12.700 | 54.899 |
| 21                 | Aurélie Malaussena (FRA) | 14.133 | 13.266              | 13.933 | 13.166 | 54.498 |
| 22                 | Ana Maria Izurieta (ESP) | 13.966 | 13.466              | 12.933 | 13.366 | 53.731 |
| 23                 | Emily Little (AUS)       | 13.633 | 13.300              | 13.566 | 13.100 | 53.599 |
| 24                 | Jessica Lopez (VEN)      | 14.000 | 10.300              | 14.266 | 13.733 | 52.299 |

#### Saut de cheval
La compétition de saut de cheval a eu lieu le samedi 15 octobre 2011.
| Rang               | Gymnaste            | Saut 1  | Saut 1  | Saut 1 | Saut 1  | Saut 2  | Saut 2  | Saut 2 | Saut 2  | Total  |
| Rang               | Gymnaste            | Score D | Score E | Pén.   | Score 1 | Score D | Score E | Pén.   | Score 2 | Total  |
| ------------------ | ------------------- | ------- | ------- | ------ | ------- | ------- | ------- | ------ | ------- | ------ |
| Médaille d'or      | McKayla Maroney     | 6.500   | 9.300   |        | 15.800  | 5.600   | 9.200   |        | 14.800  | 15.300 |
| Médaille d'argent  | Oksana Chusovitina  | 6.300   | 8.766   |        | 15.066  | 5.500   | 8.900   |        | 14.400  | 14.733 |
| Médaille de bronze | Phan Thi Ha Thanh   | 5.900   | 8.700   |        | 14.600  | 5.800   | 8.933   |        | 14.733  | 14.666 |
| 4                  | Jade Barbosa        | 5.800   | 9.066   |        | 14.866  | 5.600   | 8.666   |        | 14.266  | 14.566 |
| 5                  | Giulia Steingruber  | 6.300   | 8.600   |        | 14.900  | 5.200   | 8.800   |        | 14.000  | 14.450 |
| 6                  | Tatiana Nabieva     | 5.800   | 8.766   |        | 14.566  | 5.200   | 8.933   |        | 14.133  | 14.349 |
| 7                  | Alexa Moreno Medina | 6.300   | 8.433   |        | 14.733  | 5.200   | 8.500   |        | 13.700  | 14.216 |
| 8                  | Yamilet Peña Abreu  | 5.300   | 8.600   |        | 13.900  | 0.000   | 0.000   |        | 0.000   | 6.950  |
| Rang               | Gymnaste            | Saut 1  | Saut 1  | Saut 1 | Saut 1  | Saut 2  | Saut 2  | Saut 2 | Saut 2  | Total  |

#### Barres asymétriques
La compétition de barres asymétriques a eu lieu le samedi 15 octobre 2011.
| Rang               | Gymnaste             | Score D | Score E | Pén. | Total  |
| ------------------ | -------------------- | ------- | ------- | ---- | ------ |
| Médaille d'or      | Viktoria Komova      | 6.700   | 8.800   |      | 15.500 |
| Médaille d'argent  | Tatiana Nabieva      | 6.600   | 8.400   |      | 15.000 |
| Médaille de bronze | Huang Qiushuang (en) | 6.700   | 8.133   |      | 14.833 |
| 4                  | Jordyn Wieber        | 6.300   | 8.200   |      | 14.500 |
| 5                  | Gabrielle Douglas    | 6.300   | 7.900   |      | 14.200 |
| 6                  | Asuka Teramoto       | 6.300   | 7.900   |      | 14.200 |
| 7                  | K. Tsurumi           | 6.400   | 7.666   |      | 14.066 |
| 8                  | Youna Dufournet      | 6.300   | 6.341   |      | 12.641 |

#### Poutre
La compétition de poutre a eu lieu le dimanche 16 octobre 2011. Ana Porgras est la championne sortante mais ne parvient pas à se qualifier pour la finale. C'est le premier titre de championne du monde à la poutre de Sui Lu.
| Rang               | Gymnaste          | Score D | Score E | Pén. | Total  |
| ------------------ | ----------------- | ------- | ------- | ---- | ------ |
| Médaille d'or      | Sui Lu            | 6.600   | 9.266   |      | 15.866 |
| Médaille d'argent  | Yao Jinnan        | 6.300   | 8.933   |      | 15.233 |
| Médaille de bronze | Jordyn Wieber     | 6.200   | 8.933   |      | 15.133 |
| 4                  | Alexandra Raisman | 6.400   | 8.666   |      | 15.066 |
| 5                  | Amelia Racea      | 5.900   | 8.633   |      | 14.533 |
| 6                  | Yulia Inshina     | 5.700   | 8.825   |      | 14.525 |
| 7                  | Cătălina Ponor    | 5.700   | 8.541   |      | 14.241 |
| 8                  | Viktoria Komova   | 5.900   | 7.866   |      | 13.766 |

#### Sol
La compétition de sol a eu lieu le dimanche 16 octobre 2011.
| Rang               | Gymnaste            | Score D | Score E | Pén. | Total  |
| ------------------ | ------------------- | ------- | ------- | ---- | ------ |
| Médaille d'or      | Ksenia Afanasieva   | 6.100   | 9.033   |      | 15.133 |
| Médaille d'argent  | Sui Lu              | 6.100   | 8.966   |      | 15.066 |
| Médaille de bronze | Alexandra Raisman   | 6.100   | 8.900   |      | 15.000 |
| 4                  | Yao Jinnan          | 6.000   | 8.866   |      | 14.866 |
| 5                  | Lauren Mitchell     | 6.300   | 8.433   |      | 14.733 |
| 6                  | Jordyn Wieber       | 6.000   | 8.700   |      | 14.700 |
| 7                  | Elizabeth Tweddle   | 6.100   | 8.500   | 0.1  | 14.500 |
| 8                  | Diana Maria Chelaru | 5.800   | 8.400   |      | 14.200 |